# En colo
 (avril 2021).
Pour plus de détails, voir Fiche technique et Distribution.
En colo est un court métrage réalisé en 2009 par Pascal-Alex Vincent. Il a été présenté dans le cadre de la compilation Jeune et homo sous le regard des autres.

## Synopsis
Lors d’une séance du jeu "action ou vérité", deux jeunes garçons, Mathieu et Maxime, ont pour défi de s’embrasser. Le baiser va provoquer chez eux une certaine émotion. À partir de ce moment, les autres ados font des allusions plus ou moins directes à l’éventuelle homosexualité de Maxime.

## Fiche technique
- Titre : En colo
- Réalisation : Pascal-Alex Vincent
- Scénario : Guillaume Nail, Nicolas Chrétien
- Producteurs : Guillaume Blanc, Thanh Le Luong
- Sociétés de production : Amda Production et Inpes
- Pays de production :  France
- Langue : français
- Durée : 7 minutes
- Date de sortie : 2009

## Distribution
- Axel Würsten : Maxime
- Paul Perles : Matthieu
- Alexis Michalik : Jordan
- Côme Levin : Antoine
- Laura Boujenah : Muriel
- Emylou Brunet: Bénédicte

## Autour du film
En colo a été diffusé en 2009 sur Canal +, dans le cadre de la collection de courts métrages de fiction Jeune et homo sous le regard des autres, aux côtés de 4 autres films réalisés par Céline Sciamma, Rodolphe Marconi, Xavier Gens et Sébastien Gabriel .

## Récompenses e distinctions
- Concours Le Regard des Autres, organisé par l'Inpes, en partenariat avec Canal+ : prix meilleur scénario[3]
- Recommandé sur le site de l'éducation à la santé de l'UNESCO[4].